# Porte des Lilas (metropolitana di Parigi)
Porte des Lilas è una stazione delle linee 3 bis e 11 della metropolitana di Parigi.
Prende il nome dalla vicina porta delle fortificazioni di Thiers intorno a Parigi (costruite tra il 1841 e il 1845), che portava alla città di Les Lilas.

## Storia
La stazione fu citata nella famosa canzone del 1958 di Serge Gainsbourg Le poinçonneur des Lilas, riguardo alla vita lavorativa quotidiana di un impiegato della metropolitana. A Porte des Lilas fu filmato un video musicale a scopitone per accompagnare la musica; il video mostrava il cantante in uniforme da addetto alla metropolitana che obliterava biglietti.
Annessa alla stazione in uso, si trova quella di Porte de Lilas - Cinéma, ora in disuso, utilizzata come set per film.
Nel 2011 sono stati registrati 3.899.020 ingressi. Nel 2013 sono stati registrati 3.724.568 ingressi.

## Galleria d'immagini

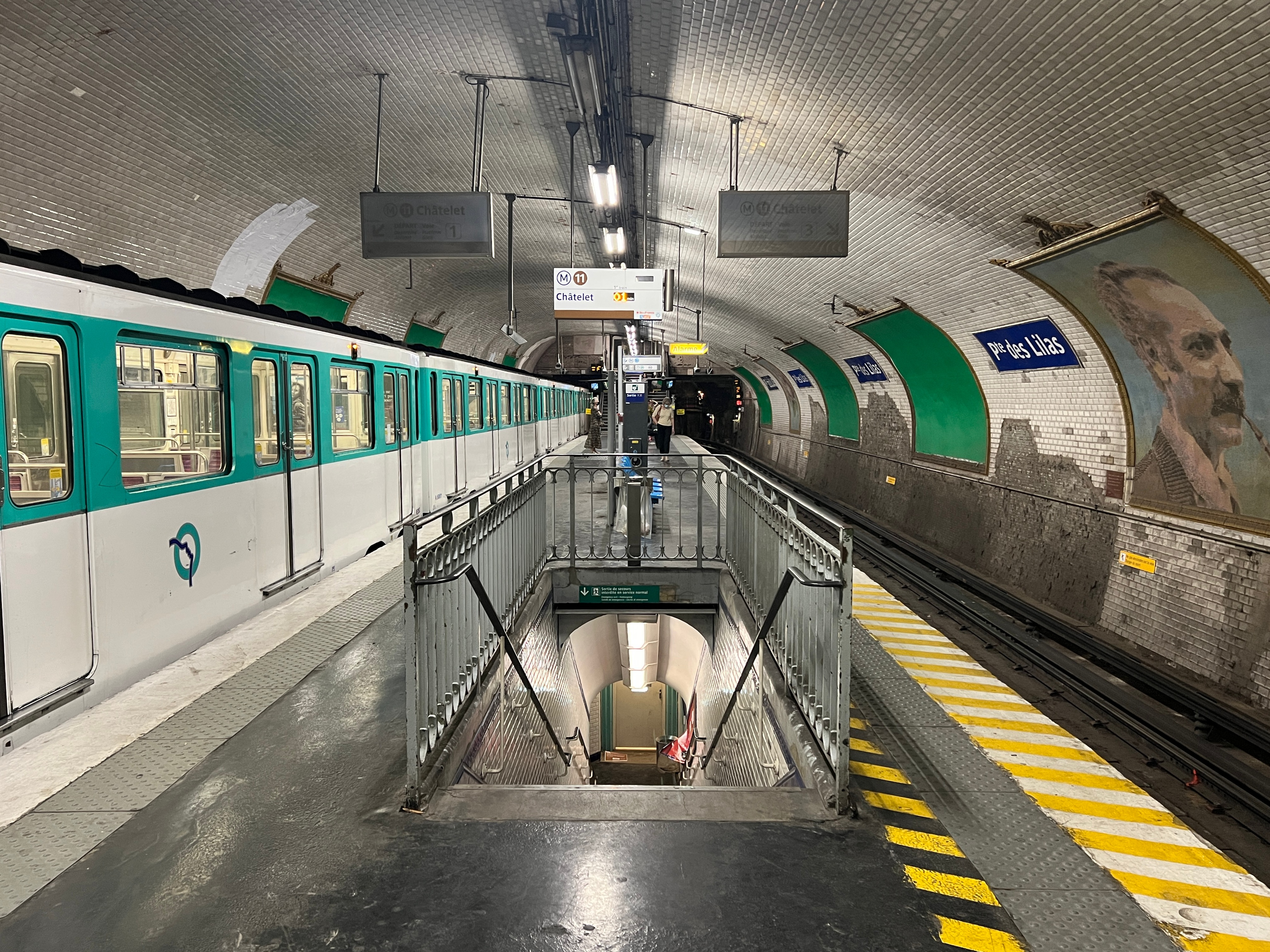
Uno dei piani banchina della linea 11
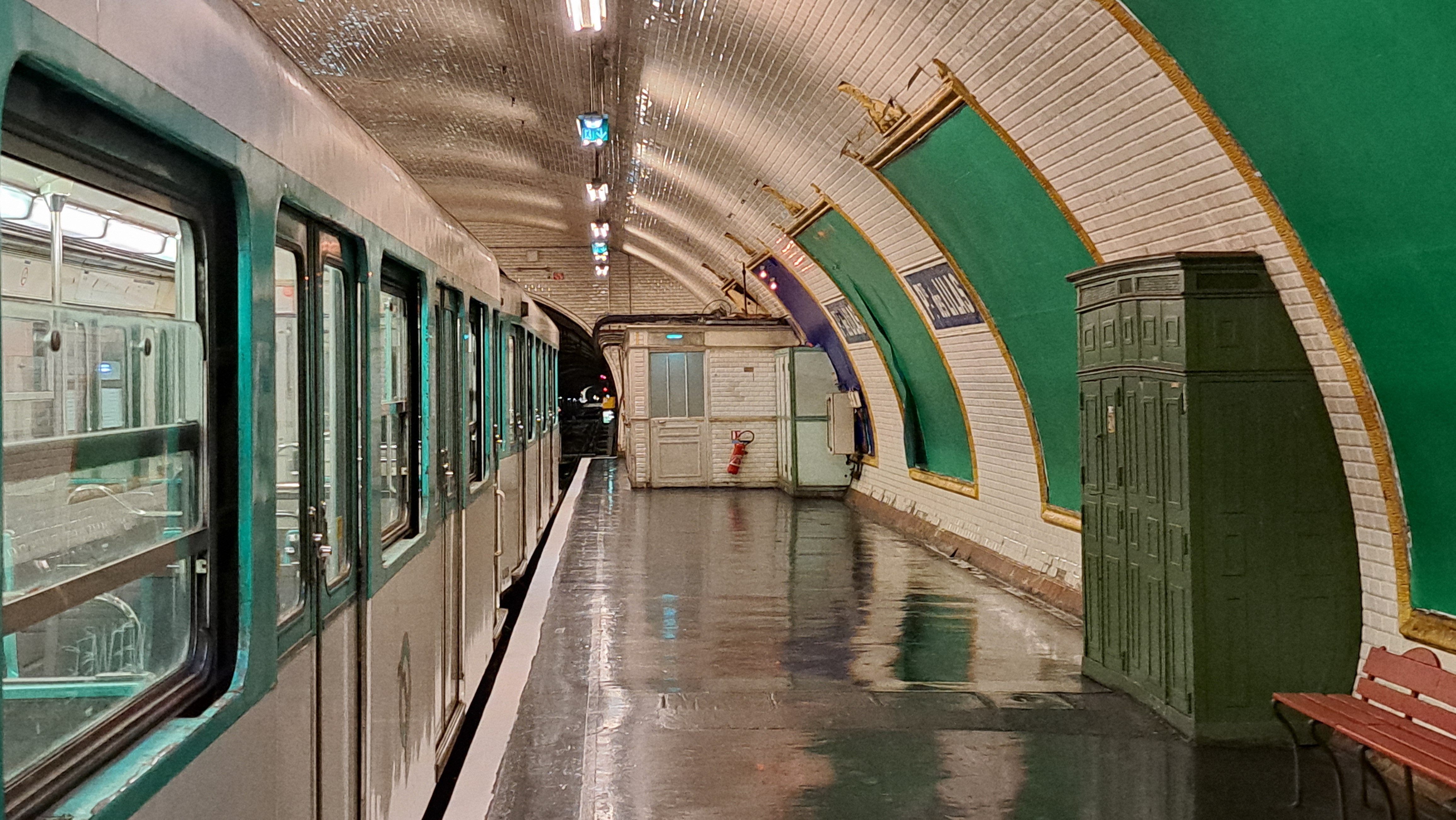
Il piano banchine della stazione fantasma Porte de Lilas-Cinéma